# Šahista (strip)
Šahista je redovna epizoda Marti Misterije premijerno objavljena u Srbiji u svesci #59. u izdanju Veselog četvrtka. Sveska je objavljena 12. avgusta 2021. Koštala je 380 din (3,2 €; 3,6 $). Imala je 154 strane.

## Originalna epizoda
Originalna epizoda pod nazivom Il giocatore di sacchi objavljena je premijerno u #337. regularne edicije Marti Misterije koja je u Italiji u izdanju Bonelija izašla 11. februara 2015. Epizodu nacrtao Torti Rodolfo, a scenario napisali Castelli Alfredo i Lotti Enrico. Naslovnu stranu nacrtao Giancarlo Alessandrini. Koštala je 6,3 €.

## Prethodna i naredna sveska
Prethodna sveska nosila je naziv Mračna tantra (#58), a naredna Leteći tanjir Karla Velikog (#61)